# Vương Đan Phượng
Vương Đan Phượng (tiếng Trung: 王丹凤; 23 tháng 8 năm 1924 – 2 tháng 5 năm 2018) là một nữ diễn viên người Trung Quốc chủ yếu hoạt động từ thập niên 1940 đến thập niên 1960. Bà là một trong những nữ diễn viên có tầm ảnh hưởng nhất đến nền điện ảnh Trung Quốc và được mệnh danh là một trong tứ đại diễn viên tại Hồng Kông năm 1949. Bà đã được trao hai giải thưởng Thành tựu trọn đời lần lượt vào các năm 2013 và năm 2017. Trong sự nghiệp trải dài hơn bốn thập kỷ của mình, bà đóng vai chính trong hơn 60 bộ phim.

## Sự nghiệp

### Dưới thời Trung Hoa Dân Quốc

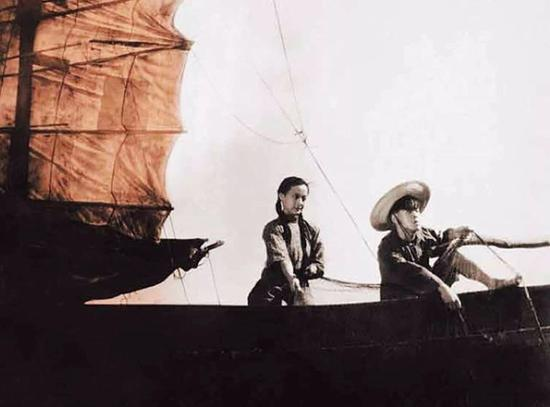
Vương trong bộ phim Tân ngư quang khúc (1942)

Vương sinh ngày 23 tháng 8 năm 1924 tại Thượng Hải. Tên khai sinh của bà là Vương Ngọc Phượng. Từ khi còn đang học trung học lúc mới 16 tuổi, bà đã được đạo diễn Chu Thạch Lân phát hiện và khởi đầu sự nghiệp với một vai phụ trong bộ phim điện ảnh năm 1941 Long đàm hổ huyệt. Chu sau đó tiếp tục tuyển bà vào vai chính bộ phim công chiếu năm 1942 của ông Tân ngư quang khúc, một tác phẩm làm lại từ bộ phim câm kinh điển Ngư quang khúc, với sự tham gia diễn xuất của Vương Nhân Phượng. Bộ phim là một thành công phòng vé lớn và đóng vai trò làm bàn đạp giúp bà trở thành ngôi sao điện ảnh.
Bà đã xuất hiện trong tổng cộng 24 bộ phim truyện trong thập niên 1940, các vai diễn điển hình mà bà đóng thường là người phụ nữ bị lạm dụng hoặc ngược đãi. Một trong những vai diễn của bà là nhân vật Tiết Bảo Thoa tại bộ phim năm 1944 Hồng lâu mộng, trong đó bà đóng cặp với thần tượng của bà là Chu Tuyền và làm việc dưới sự chỉ đạo bởi đạo diễn nổi tiếng Bốc Vạn Thương. Bộ phim đã giúp tăng phần lớn lòng tự trọng của bà.
Vào năm 1948, khi này đang diễn ra Nội chiến Trung Quốc, Vương đã chuyển đến Hồng Kông thuộc Anh theo lời mời của hãng phim Xí nghiệp phim Trường Thành và góp mặt trong sáu bộ phim với hãng. Đến tháng 7 năm 1949, bà được truyền thông Hồng Kông mệnh danh là một trong tứ đại diễn viên cùng với Lý Lệ Hoa, Chu Xuân và Bạch Quang.

### Dưới thời Cộng hòa Nhân dân Trung Hoa

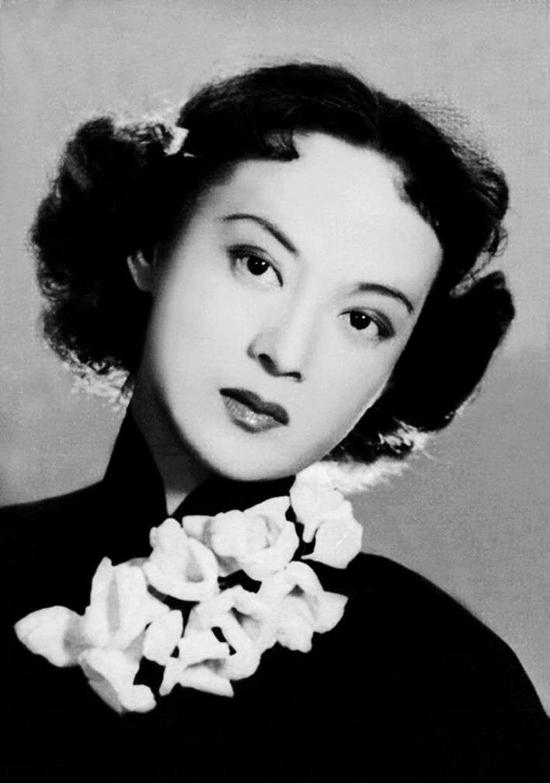
Vương Đan Phượng

Sau ngày thành lập Cộng hòa Nhân dân Trung Hoa năm 1949, Vương đã trở lại Thượng Hải vào năm 1951 để cưới vị hôn thê lâu năm của bà, Liễu Hồ Thanh. Đám cưới của họ thu hút sự chú ý từ giới truyền thông ở Thượng Hải, Hồng Kông và cũng được các tờ báo tại đây đưa tin. Năm 1952, chính quyền Đảng Cộng sản tái tổ chức lại các công ty điện ảnh ở Thượng Hải chung thành Xưởng phim Thượng Hải thuộc sở hữu nhà nước; Vương đã diễn xuất cho mười bộ phim của xưởng trước Đại Cách mạng Văn hóa. Một trong những vai diễn nổi tiếng nhất của bà giai đoạn này là nhân vật y tá trẻ trong Hộ sĩ nhật ký. Một cảnh của tác phẩm, cho thấy bà ngâm nga ca khúc "Con én nhỏ" khi đang ru một đứa trẻ vào giấc ngủ,  đã được khán giả nhớ đến nhiều thập niên sau đó. Đàm Bách Tiên, ca sĩ biểu tượng của dòng nhạc Cantopop, đã coi Vương là thần tượng của mình, cho biết ông từng xem lại bộ phim ba lần và thuộc lòng bài hát.
Vào năm 1963, bà khắc họa vai kỹ nữ yêu nước Lý Hương Quân trong Đào hoa phiến, đạo diễn bởi Tôn Cảnh. Tác phẩm sớm bị lên án vì liên quan đến thể loại tài tử giai nhân phong kiến, do đó Vương cùng đạo diễn và diễn viên chính Phùng Triết đã bị bức hại dưới thời Cách mạng Văn hóa. Bà bị gửi về nông thôn lao động nặng nhọc và không được phép diễn xuất trong vòng 15 năm. Tuy vậy, bà vẫn vượt qua thời kỳ hỗn loạn này mà không bị ảnh hưởng đáng kể, một phần bởi bộ phim không bị gán nhãn "Cỏ dại đại độc".
Sau khi Đại Cách mạng Văn hóa kết thúc, bà đã cố gắng xuất hiện trở lại màn ảnh trong một số bộ phim từ 1978 đến 1980, nhưng những tác phẩm này đều phần lớn không thành công. Vương giải nghệ vào năm 1980, sau khi đóng vai nhà khoa học người Nhật trong bộ phim cuối cùng của bà Ngọc sắc hồ điệp. Bà sau đó đã được mời và tham dự lễ nhậm chức của tổng thống Hoa Kỳ Ronald Reagan vào năm 1985.
Năm 2013, Hội học thuật Nghệ thuật biểu diễn Điện ảnh Trung Quốc đã trao bà giải Thành tựu trọn đời của giải Kim Phượng. Tháng 6 năm 2017, bà tiếp tục nhận giải Thành tựu trọn đời tại Liên hoan phim quốc tế Thượng Hải lần thứ 20. Bà đã được mô tả như là một nữ diễn viên "huyền thoại" và "biểu tượng phim ảnh" trên các phương tiện truyền thông Trung Quốc. Một cuộc bình chọn năm 2009 tổ chức bởi tạp chí Southern People Weekly cũng bình chọn bà là một trong 12 người phụ nữ xinh đẹp nhất Trung Quốc trong suốt 60 năm trở lại.

## Đời tư

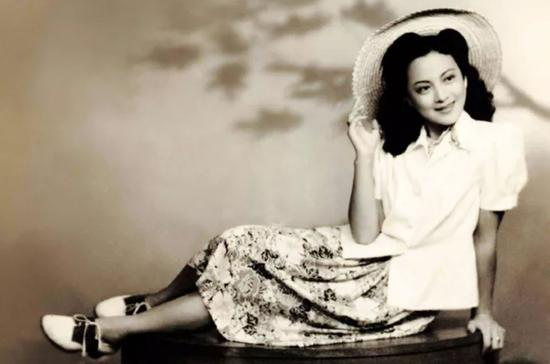
Vương vào những năm 1940

Vương đã có cuộc hôn nhân nhiều năm với Liễu Hồ Thanh, con trai của Liễu Trung Lượng, đồng sáng lập Công ty phim Thượng Hải Cathay. Họ tổ chức đám cưới vào ngày đầu năm mới 1951 và mối quan hệ này kéo dài hơn 65 năm, cho đến khi chồng bà mất vào ngày 4 tháng 2 năm 2016 tại tuổi 90. Cả hai đã có với nhau bốn người con gái.
Vương và chồng bà từng chuyển đến Hồng Kông cuối những năm 1980 và mở một nhà hàng chay có tên Công Đức Lâm (功德林, hay còn được biết đến là Godly). Sau khi cả hai sang tuổi 80, bà cùng chồng đã bán lại chuỗi kinh doanh và trở lại Thượng Hải.
Vào sáng ngày 2 tháng 5 năm 2018, Vương đã qua đời tại Bệnh viện Hoa Đông, Thượng Hải ở tuổi 93 (94 tính cả tuổi mụ).